# 马罗礁

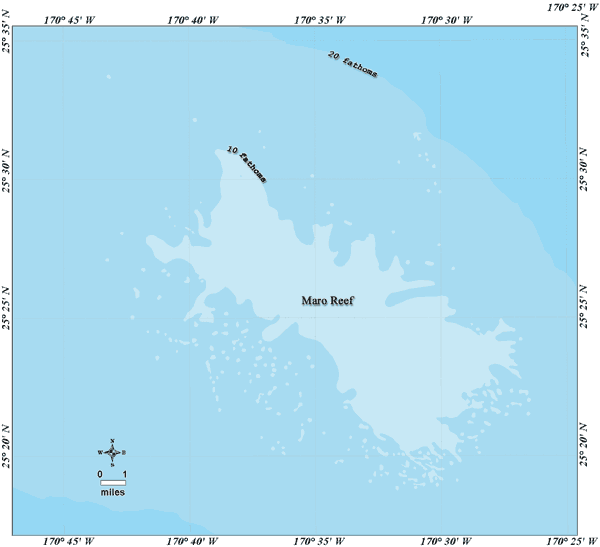
马罗礁地形圖

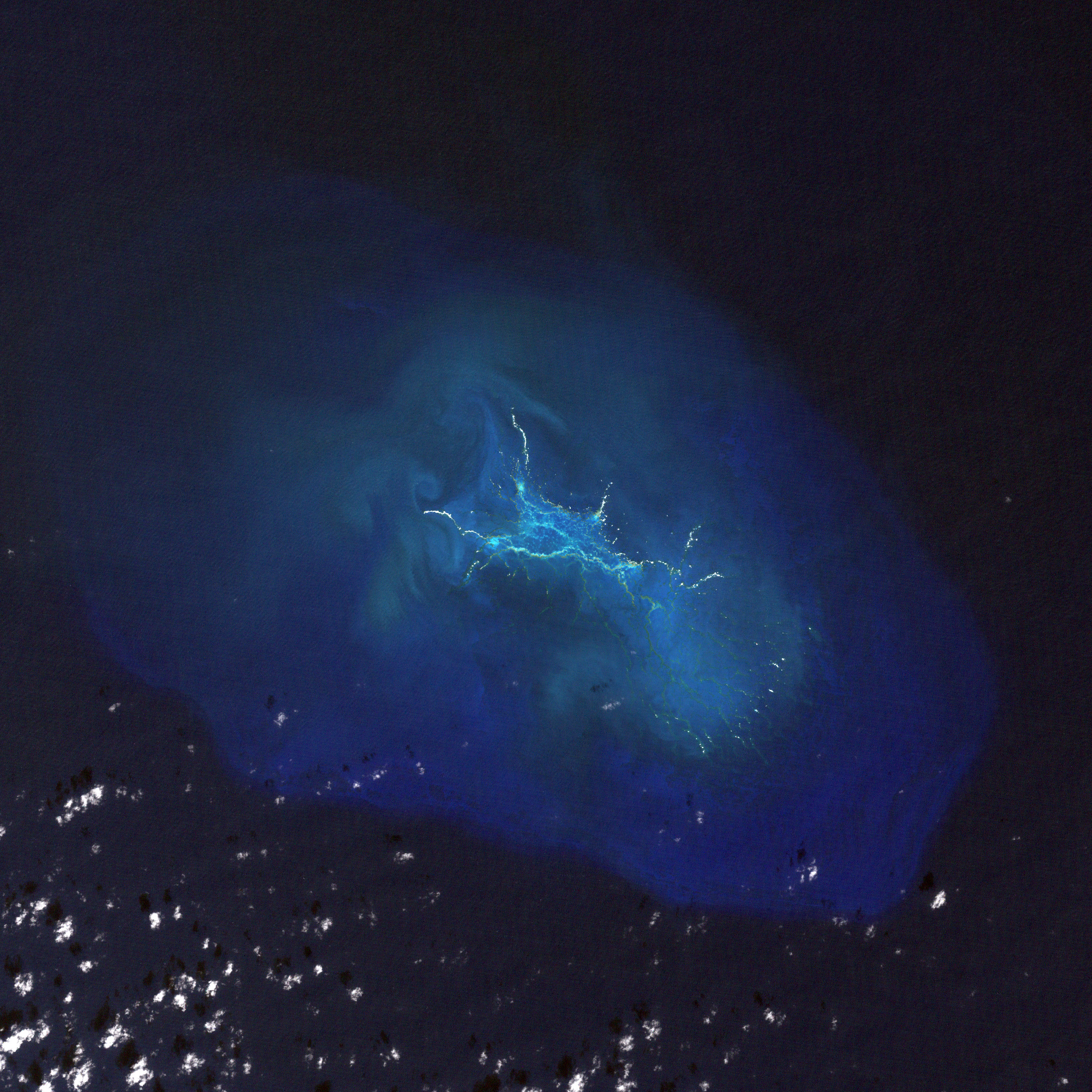
马罗礁衛星照片

马罗礁（英語：Maro Reef），是西北夏威夷群島當中最大的珊瑚礁區，大部分低於海平面的珊瑚環礁。總面積1935平方公里。距離檀香山740海里。
马罗礁當中有4000平方公尺的隨潮汐變化，偶爾浮出海面的部份土地，不過學者認為這一部分礁石不穩定。

## 命名
夏威夷语：意為長浪浪頭。
1820年捕鯨船茫洛號船長喬瑟夫艾倫發現該島，以該船命名。

## 道賢礁
道賢礁（英語：Dowsett reef, Dowsett's rock）位在马罗礁的東南角。
1900年5月14日，一艘三桅帆船沬涅號於道賢礁沉沒。船上33員划小艇逃到瀨桑島，幸免於難。